# Kronenbier
Kronenbier é uma cerveja considerada sem álcool, produzida pela Anheuser-Busch InBev. Foi lançada em 1991 e possui as seguintes versões: lata 350ml e long neck 355ml.

## História
No início da Década de 1990 o consumo de cerveja sem álcool no Brasil começou a se popularizar. Naquele momento haviam apenas marcas importadas oferecendo tal produto.
Durante o ano de 1991 a Companhia Antarctica Paulista investiu cerca de 3 milhões de dólares no projeto de fabricação de uma cerveja sem álcool. Em novembro daquele ano foi lançada a cerveja "Kronenbier". Em 2013 a AmBev lançou a Brahma Zero, a terceira cerveja sem álcool da empresa, ao lado da Liber e da Kronenbier. Com a condenação da Ambev por vender a Kronenbier sem álcool (quando ela tinha quantidade residual de 0,3g de álcool por cada 100g), a AmBev acabou descontinuando sua produção.
Basicamente, a tecnologia de fabricação da cerveja Kronenbier difere na fase de fermentação, realizada em baixas temperaturas, com a presença de levedura específica e sob condições controladas do seu metabolismo celular.
É composta de extrato primitivo leve, tem cor clara, baixa fermentação, aroma e sabor típicos e amargor acentuado. Foi a primeira cerveja sem álcool do Brasil.
Através do processo de fabricação a cerveja fica com um teor alcoólico menor do que 0,5% de álcool, sendo considerada sem álcool.
Além da Kronenbier, a AmBev fabrica também a cerveja Liber, com teor alcoólico de 0,0%.

### Condenação
Em 2014 a Ambev foi condenada a pagar 1 milhão de reais a consumidores de Santa Catarina por vender a cerveja Kronenbier com o rótulo "sem-álcool" quando a cerveja continha 0,3g de álcool por cada 100g.